# Нехциці
Нехциці (пол. Niechcice) — село в Польщі, у гміні Розпша Пйотрковського повіту Лодзинського воєводства.
Населення — 1445 осіб (2011).
У 1975-1998 роках село належало до Пйотрковського воєводства.

## Демографія
Демографічна структура станом на 31 березня 2011 року:
|          | Загалом | Допрацездатний вік | Працездатний вік | Постпрацездатний вік |
| -------- | ------- | ------------------ | ---------------- | -------------------- |
| Чоловіки | 693     | 141                | 491              | 61                   |
| Жінки    | 752     | 162                | 429              | 161                  |
| Разом    | 1445    | 303                | 920              | 222                  |